# Shady Hills
Shady Hills és una concentració de població designada pel cens dels Estats Units a l'estat de Florida. Segons el cens del 2000 tenia 7.798 habitants.

## Demografia
Segons el cens del 2000, Shady Hills tenia 7.798 habitants, 2.811 habitatges, i 2.144 famílies. La densitat de població era de 115 habitants/km².
Dels 2.811 habitatges en un 34,4% hi vivien nens de menys de 18 anys, en un 60,6% hi vivien parelles casades, en un 10,1% dones solteres, i en un 23,7% no eren unitats familiars. En el 17,6% dels habitatges hi vivien persones soles el 6,8% de les quals corresponia a persones de 65 anys o més que vivien soles. El nombre mitjà de persones vivint en cada habitatge era de 2,77 i el nombre mitjà de persones que vivien en cada família era de 3,1.
Per edats la població es repartia de la següent manera: un 26,8% tenia menys de 18 anys, un 7,1% entre 18 i 24, un 27,8% entre 25 i 44, un 26,7% de 45 a 60 i un 11,6% 65 anys o més.
L'edat mediana era de 38 anys. Per cada 100 dones de 18 o més anys hi havia 96,8 homes.
La renda mediana per habitatge era de 34.564 $ i la renda mediana per família de 40.090 $. Els homes tenien una renda mediana de 26.805 $ mentre que les dones 23.657 $. La renda per capita de la població era de 14.686 $. Entorn del 10,8% de les famílies i el 13,6% de la població estaven per davall del llindar de pobresa.

## Poblacions més properes
El següent diagrama mostra les poblacions més properes.